# El desafío (programa de televisión)
El desafío es un concurso en el que semanalmente un grupo de famosos se enfrentan a difíciles pruebas con el objetivo de ser el mejor en el juego. Es presentado por Roberto Leal y producido por Atresmedia en colaboración con 7 y acción.

## Formato
Se trata de un Concurso de talentos (Talent show ) en el que 8 personajes populares de distintos ámbitos como la cultura, la interpretación, la canción, la moda o el deporte se enfrentan a pruebas muchas de ellas de orden físico, alejadas de las disciplinas por las que han alcanzado el reconocimiento popular. En algunas de ellas, enfrentará a dos famosos en un duelo y también habrá un reto que requiere puntería, aunque todos los famosos tendrán que pasar por la prueba de la 'Apnea', un complicado reto en el que necesitan dominar su cuerpo y su mente para bajar las pulsaciones y conseguir aguantar la respiración debajo del agua.
Los resultados de las pruebas son valorados por un jurado compuesto por el cineasta Santiago Segura, la socialite Tamara Falcó y el escritor y colaborador de TV Juan del Val. En la segunda edición se incorpora Pilar Rubio como miembro del jurado, debido a que Tamara Falcó no podía compaginar su labor como jurado con los estudios de chef.
Los miembros del jurado pueden dar puntuaciones que oscilan del 1 al 7 y 10 puntos, pero si uno de ellos no está de acuerdo con la votación del otro compañero, podrán activar un botón de la injusticia. Quien lo haga, podrá sumar o restar 5 puntos al concursante que quieran, pero solamente lo pueden hacer una vez. Al sumar los puntos que presentó el jurado se obtiene la clasificación final de la gala, en la cual el ganador obtendrá un premio que es la Tarjeta Solidaria Openbank la cual parte con 6.000€ y que el ganador podrá destinar a la ONG, asociación o fundación que elija, más 500€ por cada 30 segundos que el participante asignado en la "Apnea" consiga aguantar bajo el agua, pero a veces suele haber variantes. 
Los puntos de la clasificación semanal se irán acumulando en una clasificación general, que servirá para decidir al ganador absoluto que se llevará otra Tarjeta Solidaria Openbank pero con 30.000€ de la misma manera que se hizo con los premios semanales y además un coche.(En la primera temporada fue un SsangYong Korando, en la segunda temporada es un coche de la marca BMW).

## Temporadas
| Temporada | Temporada | Programas | Estreno             | Final               | Ganador/a        | Audiencia media | Audiencia media |
| Temporada | Temporada | Programas | Estreno             | Final               | Ganador/a        | Espectadores    | Cuota           |
| --------- | --------- | --------- | ------------------- | ------------------- | ---------------- | --------------- | --------------- |
|           | 1         | 8         | 15 de enero de 2021 | 5 de marzo de 2021  | Kira Miró        | 2 419 000       | 16,6%           |
|           | 2         | 10        | 11 de marzo de 2022 | 20 de mayo de 2022  | Juan Betancourt  | 1 925 000       | 16,4%           |
|           | 3         | 10        | 13 de enero de 2023 | 17 de marzo de 2023 | Ana Guerra       | 1 904 000       | 16,6%           |
|           | 4         | 12        | 12 de enero de 2024 | 5 de abril de 2024  | Pablo Castellano | 1 449 000       | 14,0%           |
|           | 5         | 12        | 10 de enero de 2025 | 28 de marzo de 2025 | Gotzon Mantuliz  | 1 447 000       | 15,0%           |
| Total     | Total     | 52        | 15 de enero de 2021 | -                   | -                | 1 924 000       | 15,7%           |

## Equipo

### Presentador
| Cadena       |      |      |      |      |      |      |
| Edición      | 1    | 2    | 3    | 4    | 5    | 6    |
| Año          | 2021 | 2022 | 2023 | 2024 | 2025 | 2026 |
| ------------ | ---- | ---- | ---- | ---- | ---- | ---- |
| Roberto Leal |      |      |      |      |      |      |

### Jurado
| Año             | 2021 | 2022 | 2023 | 2024 | 2025 | 2026 |
| --------------- | ---- | ---- | ---- | ---- | ---- | ---- |
| Santiago Segura |      |      |      |      |      |      |
| Juan del Val    |      |      |      |      |      |      |
| Pilar Rubio     |      |      |      |      |      |      |
| Tamara Falcó    |      |      |      |      |      |      |

## El desafío 1(2021)
- 15 de enero de 2021 – 5 de marzo de 2021.

Esta es la primera edición de este nuevo concurso de desafíos que Antena 3 pone en marcha. Un grupo de 8 artistas se someten a retos que les son asignados por el pulsador, una máquina que elige al azar el desafío que deben superar en la siguiente gala.
| Famosos                 | Famosos             | Ocupación                   | Resultado |
| ----------------------- | ------------------- | --------------------------- | --------- |
|                         | Kira Miró           | Actriz y presentadora de TV | Ganadora  |
| Jorge Brazález          | Exfutbolista y Chef | 2.º clasificado             |           |
| Pablo Puyol             | Actor y cantante    | 3.er clasificado            |           |
| Ana Peleteiro           | Atleta              | 4.ª clasificada             |           |
| David Bustamante        | Cantante            | 5.º clasificado             |           |
| Gemma Mengual           | Nadadora            | 6.ª clasificada             |           |
| Jorge Sanz              | Actor               | 7.º clasificado             |           |
| Ágatha Ruiz de la Prada | Diseñadora de moda  | 8.ª clasificada             |           |

## El desafío 2(2022)
- 11 de marzo de 2022 - 20 de mayo de 2022.

Tras la buena acogida del formato por parte del público Antena 3 renovó el programa con una segunda edición en la cual ocho nuevos famosos tendrán que superar los desafíos propuestos por el pulsador.
Bárbara Rey fue anunciada como concursante oficial pero, debido a su positivo en COVID-19 y posterior ingreso, fue sustituida por Norma Duval. Más tarde, también se incorporó el piragüista Javier Hernanz, que sustituiría, durante las galas 2 y 3, a Juan Betancourt, después de que este se rompiera una pierna.
|                      |                                | Ocupación                   | Resultado |
| -------------------- | ------------------------------ | --------------------------- | --------- |
|                      | Juan Betancourt                | Modelo y actor              | Ganador   |
| Omar Montes          | Cantante                       | 2.º clasificado             |           |
| Raquel Sánchez Silva | Presentadora de TV y escritora | 3.ª clasificada             |           |
| Jesulín de Ubrique   | Extorero                       | 4.º clasificado             |           |
| María Pombo          | Influencer                     | 5.ª clasificada             |           |
| Norma Duval          | Vedette y presentadora de TV   | 6.ª clasificada             |           |
| Lorena Castell       | Presentadora de radio y TV     | 7.ª clasificada             |           |
| El Monaguillo        | Humorista                      | 8.º clasificado             |           |
| Otros participantes  |                                |                             |           |
| Javier Hernanz       | Piragüista y modelo            | Sustituye a Juan Betancourt |           |

## El desafío 3(2023)
13 de enero de 2023 - 17 de marzo de 2023.
Tras la buena acogida del formato por parte del público, Antena 3 renovó el programa con una tercera edición, en la cual ocho nuevos famosos tendrán que superar los desafíos propuestos por el pulsador.
|                      |                                 | Ocupación                   | Resultado |
| -------------------- | ------------------------------- | --------------------------- | --------- |
|                      | Ana Guerra                      | Cantante                    | Ganadora  |
| Rosa López           | Cantante                        | 2.ª clasificada             |           |
| Laura Escanes        | Influencer                      | 3.ª clasificada             |           |
| Mariló Montero       | Periodista y presentadora de TV | 4.ª clasificada             |           |
| Jorge Lorenzo        | Expiloto de motociclismo        | 5.º clasificado             |           |
| Florentino Fernández | Humorista y presentador         | 6.º clasificado             |           |
| Jorge Blanco         | Deportista y entrenador         | 7.º clasificado             |           |
| Boris Izaguirre      | Presentador de TV y escritor    | 8.º clasificado             |           |
| Otros participantes  |                                 |                             |           |
| Marron               | Colaborador de televisión       | Sustituye a Boris Izaguirre |           |
| José Yélamo          | Periodista y presentador de TV  | Sustituye a Jorge Blanco    |           |

## El desafío 4(2024)
12 de enero de 2024 - 5 de abril de 2024 
Tras la buena acogida del público, Antena 3 renovó el programa por una cuarta edición con Roberto Leal al frente y ocho nuevos famosos que tendrán que superar los desafíos propuestos por el pulsador.
|                 |                            | Ocupación             | Resultado |
| --------------- | -------------------------- | --------------------- | --------- |
|                 | Pablo Castellano           | Marido de María Pombo | Ganador   |
| Adrián Lastra   | Actor                      | 2.º clasificado       |           |
| Chenoa          | Cantante                   | 3.ª clasificada       |           |
| Marta Díaz      | Influencer                 | 4.ª clasificada       |           |
| Mar Flores      | Modelo y actriz            | 5.ª clasificada       |           |
| Mónica Cruz     | Actriz y bailarina         | 6.ª clasificada       |           |
| Pepe Navarro    | Periodista y presentador   | 7.º clasificado       |           |
| Mario Vaquerizo | Vocalista de Nancys Rubias | 8.º clasificado       |           |

## El desafío 5(2025)
10 de enero de 2025 - 28 de marzo de 2025
|                           |                          | Ocupación       | Resultado |
| ------------------------- | ------------------------ | --------------- | --------- |
|                           | Gotzon Mantuliz          | Diseñador       | Ganador   |
| Victoria de Marichalar    | Aristócrata              | 2.ª clasificada |           |
| Susi Caramelo             | Humorista y periodista   | 3.ª clasificada |           |
| Lola Lolita               | Influencer               | 4.ª clasificada |           |
| Genoveva Casanova         | Actriz Mexicana          | 5.ª clasificada |           |
| Manuel Díaz "El Cordobés" | Extorero                 | 6.º clasificado |           |
| Roberto Brasero           | Periodista y meteorólogo | 7.º clasificado |           |
| Feliciano López           | Extenista                | 8.º clasificado |           |

## El desafío 6(2026)
enero de 2026 - 
|                       |                                        | Ocupación             | Resultado |
| --------------------- | -------------------------------------- | --------------------- | --------- |
|                       | Willy Bárcenas                         | Vocalista de Taburete |           |
| María José Campanario | Mujer de Jesulín de Ubrique            |                       |           |
| Patricia Conde        | Humorista, actriz y presentadora       |                       |           |
| Jessica Goicoechea    | Modelo                                 |                       |           |
| Daniel Illescas       | Influencer                             |                       |           |
| Eduardo Navarrete     | Diseñador de moda                      |                       |           |
| Eva Soriano           | Humorista y presentadora de televisión |                       |           |
| José Yélamo           | Periodista y presentador de televisión |                       |           |

## Palmarés de la prueba de apnea
| Concursantes        | Concursantes                | Concursantes                     | Concursantes | Concursantes | Concursantes                |
| Posición            | Concursante                 | Ocupación                        | Minutos      | Segundos     | Información                 |
| ------------------- | --------------------------- | -------------------------------- | ------------ | ------------ | --------------------------- |
| 1.º                 | Rosa López                  | Cantante                         | 4 min.       | 40 s         | Concursante de El desafío 3 |
| 2.º                 | Jorge Sanz                  | Actor                            | 4 min.       | 37 s         | Concursante de El desafío 1 |
| 3.º                 | Manuel Díaz ''El Cordobés'' | Torero                           | 4 min.       | 30 s         | Concursante de El desafío 5 |
| 4.º                 | Gemma Mengual               | Nadadora                         | 4 min.       | 24 s         | Concursante de El desafío 1 |
| 5.º                 | Omar Montes                 | Cantante                         | 4 min.       | 23 s         | Concursante de El desafío 2 |
| 6.º                 | Jorge Blanco                | Deportista y entrenador          | 4 min.       | 13 s         | Concursante de El desafío 3 |
| 7.º                 | Mariló Montero              | Periodista y presentadora de TV  | 4 min.       | 8 s          | Concursante de El desafío 3 |
| 8.º                 | Pablo Puyol                 | Actor y cantante                 | 4 min.       | 2 s          | Concursante de El desafío 1 |
| 9.º                 | Feliciano López             | Extenista                        | 4 min.       | 1 s          | Concursante de El desafío 5 |
| 10.º                | Pablo Castellano            | Marido de María Pombo            | 3 min.       | 55 s         | Ganador de El desafío 4     |
| 11.º                | Roberto Brasero             | Meteorólogo y presentador        | 3 min.       | 41 s         | Concursante de El desafío 5 |
| 12.º                | Laura Escanes               | Influencer                       | 3 min.       | 40 s         | Concursante de El desafío 3 |
| 13.º                | Juan Betancourt             | Modelo y actor                   | 3 min.       | 40 s         | Ganador de El desafío 2     |
| 14.º                | Mar Flores                  | Modelo y Actriz                  | 3 min.       | 34 s         | Concursante de El desafío 4 |
| 15.º                | Chenoa                      | Cantante                         | 3 min        | 33 s         | Concursante de El desafío 4 |
| 16.º                | Jorge Lorenzo               | Expiloto de motociclismo         | 3 min.       | 33 s         | Concursante de El desafío 3 |
| 17.º                | Raquel Sánchez Silva        | Presentadora de TV y escritora   | 3 min.       | 32 s         | Concursante de El desafío 2 |
| 18.º                | Florentino Fernández        | Humorista y presentador          | 3 min.       | 30 s         | Concursante de El desafío 3 |
| 19.º                | Gotzon Mantuliz             | Influencer y deportista          | 3 min.       | 19 s.        | Ganador de El desafío 5     |
| 20.º                | Pepe Navarro                | Periodista y Presentador         | 3 min.       | 13 s         | Concursante de El desafío 4 |
| 21.º                | Jorge Brazález              | Exfutbolista y chef              | 3 min.       | 8 s          | Concursante de El desafío 1 |
| 22.º                | Jesulín de Ubrique          | Torero                           | 3 min.       | 8 s          | Concursante de El desafío 2 |
| 23.º                | Norma Duval                 | Vedete y presentadora            | 3 min.       | 3 s          | Concursante de El desafío 2 |
| 24.º                | Mario Vaquerizo             | Cantante y Celebridad Televisiva | 3 min.       | 2 s          | Concursante de El desafío 4 |
| 25.º                | Lola Lolita                 | Influencer                       | 3 min.       | 0 s          | Concursante de El desafío 5 |
| 26.º                | Kira Miró                   | Actriz y presentadora de TV      | 2 min.       | 33 s         | Ganadora de El desafío 1    |
| 27.º                | Ana Guerra                  | Cantante                         | 2 min.       | 27 s         | Ganadora de El desafío 3    |
| 28.º                | Susi Caramelo               | Humorista y presentadora         | 2 min.       | 27 s         | Concursante de El desafío 5 |
| 29.º                | Ana Peleteiro               | Atleta                           | 2 min.       | 3 s          | Concursante de El desafío 1 |
| 30.º                | Lorena Castell              | Presentadora de radio y TV       | 1 min.       | 52 s         | Concursante de El desafío 2 |
| 31.º                | Victoria de Marichalar      | Influencer y socialité           | 1 min.       | 38 s         | Concursante de El desafío 5 |
| 32.º                | Adrián Lastra               | Actor                            | 1 min.       | 34 s         | Concursante de El desafío 4 |
| 33.º                | David Bustamante            | Cantante                         | 1 min.       | 30 s         | Concursante de El desafío 1 |
| 34.º                | Boris Izaguirre             | Presentador y escritor           | 1 min.       | 16 s         | Concursante de El desafío 3 |
| 35.º                | Mónica Cruz                 | Actriz y Presentadora            | 1 min.       | 14 s         | Concursante de El desafío 4 |
| 36.º                | Marta Díaz                  | Influencer, empresaria y modelo  | 1 min        | 11 s         | Concursante de El desafío 4 |
| 37.º                | El Monaguillo               | Humorista                        | 1 min.       | 6 s          | Concursante de El desafío 2 |
| 38.º                | Ágatha Ruiz de la Prada     | Diseñadora de moda y aristócrata | 0 min.       | 59 s         | Concursante de El desafío 1 |
| 39.º                | María Pombo                 | Influencer                       | 0 min.       | 52 s         | Concursante de El desafío 2 |
| Otros participantes |                             |                                  |              |              |                             |
| 1.º                 | Juandi Alcázar              | Coach de apnea                   | 5 min.       | 12 s         | Coach de El desafío         |

## Palmarés deEl desafío
| Edición               | Fecha | Ganador          | Subcampeón             | Tercero              | Cuarto             |
| --------------------- | ----- | ---------------- | ---------------------- | -------------------- | ------------------ |
| [ ED 1 ] El Desafío 1 | 2021  | Kira Miró        | Jorge Brazález         | Pablo Puyol          | Ana Peleteiro      |
| [ ED 2 ] El Desafío 2 | 2022  | Juan Betancourt  | Omar Montes            | Raquel Sánchez Silva | Jesulín de Ubrique |
| [ ED 3 ] El Desafío 3 | 2023  | Ana Guerra       | Rosa López             | Laura Escanes        | Mariló Montero     |
| [ ED 4 ] El Desafío 4 | 2024  | Pablo Castellano | Adrián Lastra          | Chenoa               | Marta Díaz         |
| [ ED 5 ] El Desafío 5 | 2025  | Gotzon Mantuliz  | Victoria de Marichalar | Susi Caramelo        | Lola Lolita        |

## Audiencias

### El desafío: Ediciones
| Edición                     | Fecha | Cadena   | Galas | Espectadores | Cuota de pantalla | Gran final        |
| --------------------------- | ----- | -------- | ----- | ------------ | ----------------- | ----------------- |
| El Desafío: Primera edición | 2021  | Antena 3 | 8     | 2 419 000    | 16,6%             | 2 822 000 (20,1%) |
| El Desafío: Segunda edición | 2022  | Antena 3 | 10    | 1 925 000    | 16,4%             | 1 832 000 (18,0%) |
| El Desafío: Tercera edición | 2023  | Antena 3 | 10    | 1 904 000    | 16,6%             | 2 011 000 (18,6%) |
| El Desafío: Cuarta edición  | 2024  | Antena 3 | 12    | 1 449 000    | 14,0%             | 1 574 000 (15,6%) |
| El Desafío: Quinta edición  | 2025  | Antena 3 | 12    | 1 447 000    | 15,0%             | 1 627 000 (17,5%) |